# Chickee

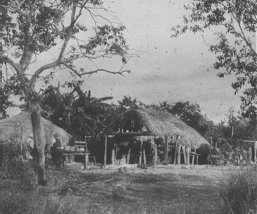
Chickee

Le chickee est un type d'habitation inventé par la tribu amérindienne Séminole, chickee étant le mot séminole pour « maison ». Le style architectural chickee (constitué de palme et de cyprès chauve) naquit au début du XIXe siècle, lorsque les Séminoles, pourchassés par les troupes américaines, eurent besoin d'habitations rapidement constructibles. 